# Шляхопровід

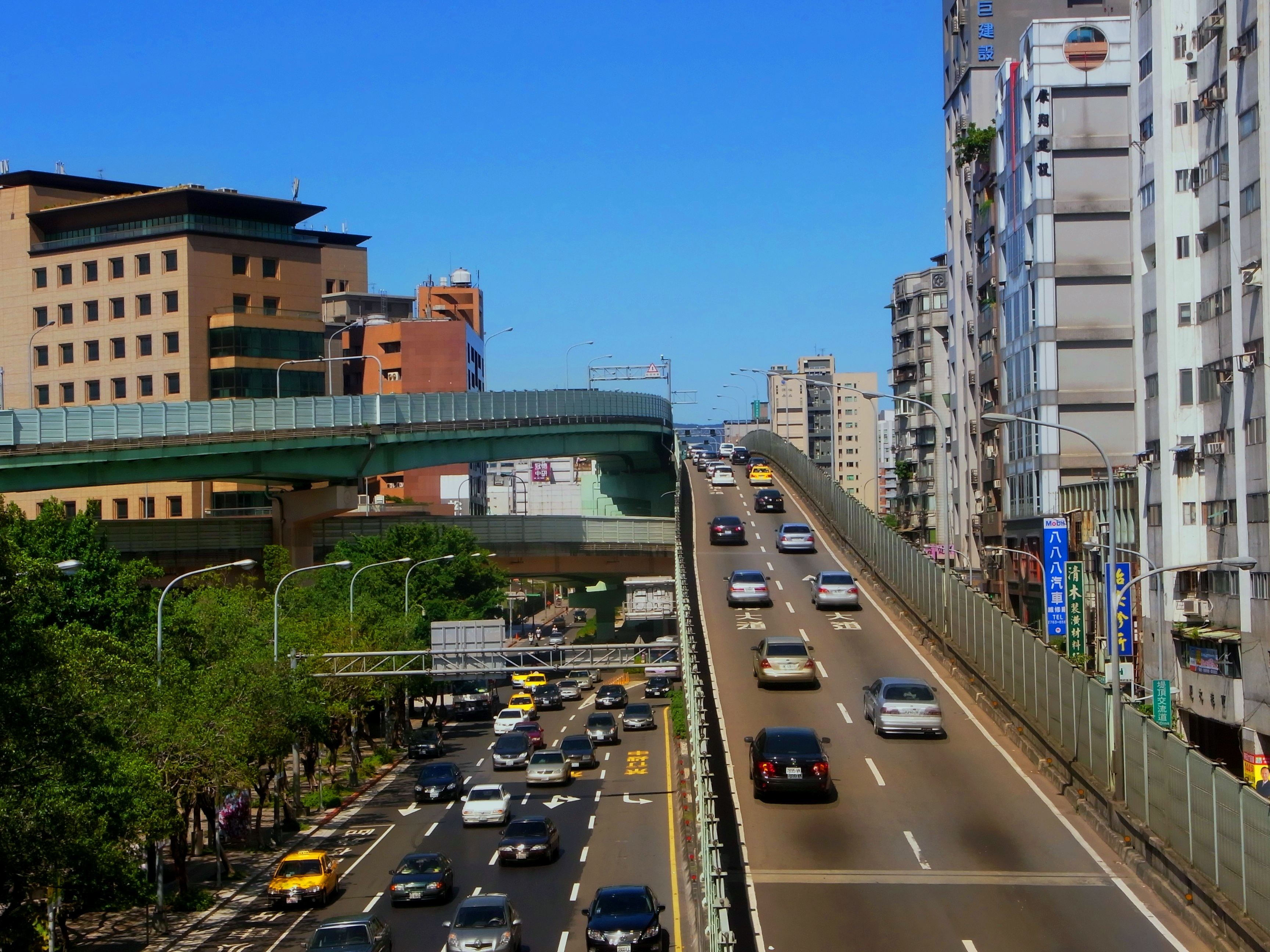
Шляхопровід у Тайбеї, Тайвань

Шляхопровід — міст, що над іншими дорогами в місцях їх перетину, забезпечує на різних рівнях рух по ньому із різних транспортних магістралей та надає можливість з'їзду на іншу дорогу.